# Paris Saint-Germain Féminines
Paris Saint-Germain Féminines is een vrouwenvoetbalclub uit Parijs die uitkomt in de Division 1, de hoogste Franse damescompetitie. Het is de vrouwenafdeling van Paris Saint-Germain. Thuiswedstrijden worden afgewerkt in het  Stade Jean-Bouin, dat een capaciteit heeft van 20.000 plaatsen.

## Geschiedenis
Paris Saint-Germain Féminines werd in 1991 opgericht. Het team startte in de Division 1 Féminine, maar degradeerde in 1992. In het seizoen 1994/1995 speelde Paris Saint-Germain Féminines weer op het hoogste niveau. Na zes jaar in de tweede divisie keerde het team in 2001 terug in de Division 1. In 2010 werd de Coupe de France Féminine gewonnen. Als nummer twee van het seizoen 2010/2011 nam Paris Saint-Germain Féminines in 2011 voor het eerst deel aan de UEFA Women's Champions League. In 2015 was het verliezend finalist in dit toernooi. In 2021 werd de club ongeslagen landskampioen met een voorsprong van één punt op concurrent Olympique Lyon. Men doorbrak hiermee de hegemonie van datzelfde Lyon wat tussen 2007 en 2020 veertien keer op rij landskampioen was geworden, en ook in 2022 en 2023 weer kampioen werd.  

## Erelijst
- Division 2 Féminine: 2001
- Coupe de France Féminine: 2010, 2018, 2022[1]
- Division 1 Féminine: 2021

## Bekende (oud-)Parisiennes

### Speelsters
- Camille Abily
- Fatmire Alushi
- Kosovare Asllani
- Ramona Bachmann
- Emma Berglund
- Verónica Boquete
- Signe Bruun
- Viola Calligaris
- Shirley Cruz
- Sara Däbritz
- Lisa Dahlkvist
- Aminata Diallo
- Kadidiatou Diani
- Frøya Dorsin
- Paulina Dudek
- Loes Geurts
- Jackie Groenen
- Eden Le Guilly
- Jade Le Guilly
- Kheira Hamraoui
- Andrine Hegerberg
- Jordyn Huitema
- Amandine Henry
- Jennifer Hermoso
- Amanda Ilestedt]
- Sakina Karchaoui
- Marie-Antoinette Katoto
- Katarzyna Kiedrzynek
- Annike Krahn
- Ashley Lawrence
- Romée Leuchter
- Lieke Martens
- Célina Ould Hocine
- Irene Paredes
- Melike Pekel
- Ève Périsset
- Anna Sandberg
- Caroline Seger
- Berglind Björg Þorvaldsdóttir
- Amalie Vangsgaard
- Davinia Vanmechelen
- Charlotte Voll
- Barbora Votíková

### Trainers
- Olivier Echouafni
- Didier Ollé-Nicolle